# 関手圏
圏論という数学の分野において、与えられた2つの圏の間の関手たちは関手圏（かんしゅけん、英: functor category）と呼ばれる圏をなす。その対象は関手であり、射は関手の間の自然変換である。関手圏は主に2つの理由によって興味が持たれる：
- よく現れる多くの圏は（暗に）関手圏であり、したがって一般の関手圏に対して証明された任意のステートメントは広く適用可能である；
- すべての圏は（米田埋め込みによって）関手圏に埋め込まれる；関手圏はもとの圏よりもよい性質をしばしば持っており、もとの設定では利用可能ではなかった操作ができる。

## 定義
C を小さい圏とし（すなわち対象たちや射たちは真クラスではなく集合をなす）、D を任意の圏とする。C から D への関手全体のなす圏は、Fun(C, D), Funct(C, D), [C, D], DC などと書かれ、対象として C から D への共変関手を持ち、射としてそのような関手の間の自然変換を持つ。自然変換は合成できることに注意：μ(X): F(X) → G(X) が関手 F: C → D から関手 G: C → D への自然変換で、η(X): G(X) → H(X) が関手 G から関手 H への自然変換であるとき、集まり η(X)μ(X): F(X) → H(X) は F から H への自然変換を定義する。自然変換のこの合成（垂直合成と呼ばれる；自然変換を参照）によって、DC は圏の公理を満たす。
全く同様に、C から D への反変関手全体の圏を考えることもできる；これはFunct(Cop, D) と書かれる。
C と D がともに前加法圏（すなわち射の集合がアーベル群であり、射の合成が双線型）であれば、C から D への加法的関手全体のなす圏を考えることができ、Add(C, D) と書かれる。

## 例
- I が小さい離散圏（すなわち射が恒等射のみ）のとき、I から C への関手は本質的には I で添え字付けられた C の対象の族からなる；関手圏 CI は対応する積圏と同一視できる：元は C の対象の族で、射は C の射の族である。
- 射圏（英語版） C→ 対象は C の射で、射は C の可換正方形）は単に C2 である、ただし 2 は2つの対象を持ち恒等射と一方から他方への1つの射を持つ（逆向きの射は持たない）圏である。
- 有向グラフは矢印の集合と頂点の集合と、矢印の集合から頂点の集合への各矢印の始点と終点を決める2つの写像からなる。すべての有向グラフの圏はしたがって関手圏 SetC に他ならない、ただし C は2つの射で結ばれる2つの対象からなる圏であり、Set は集合の圏を表す。
- 任意の群 G は対象が1つのすべての射が可逆な圏と考えることができる。すべての G 集合の圏は関手圏 SetG と同じである。
- 直前の例と同様に、群 G の k 線型表現の圏は関手圏 k-VectG と同じである（ただし  k-Vect は体 k 上のすべてのベクトル空間の圏を表す）。
- 任意の環 R は対象が1つの前加法圏と考えることができる；R 上の左加群の圏は加法的関手圏 Add(R, Ab) と同じであり（ただし Ab はアーベル群の圏を表す）、右 R 加群の圏は Add(Rop, Ab) である。この例により、任意の前加法圏 C に対して、圏 Add(C, Ab) を「C 上の左加群の圏」、Add(Cop, Ab) を「C 上の右加群の圏」と呼ぶことがある。
- 位相空間 X 上の前層の圏は関手圏である：位相空間を対象が X の開集合で、U が V に含まれるとき、かつそのときに限り U から V へのただ1つの射があるような圏 C と思う。すると X 上の集合（あるいはアーベル群、環）の前層の圏は C から Set（あるいは Ab, Ring）への反変関手の圏と同じである。この例により、圏 Funct(Cop, Set) は、位相空間から生じない一般の圏 C に対してさえも、「C 上の集合の前層の圏（英語版）」と呼ばれることがある。一般の圏 C 上の層を定義するには、さらなる構造が必要である、すなわち C 上のグロタンディーク位相である。（SetC に同値な圏を“前層圏”と呼ぶ著者もいる[2]。）

## 事実
D において実行できるほとんどの構成は、「成分ごと」に、C の各対象に対してバラバラに実行することで、DC においても実行できる。例えば、D の任意の2つの対象 X と Y が積 X × Y を持つとき、DC の任意の2つの関手 F と G は次で定義される積 F × G を持つ：C の任意の対象 c に対して (F × G)(c) = F(c) × G(c). 同様に、ηc: F(c)→G(c) が自然変換で各 ηc が圏 D において核 Kc をもつとき、関手圏 DC における η の核は、C のすべての c に対して K(c) = Kc なる関手 K である。
結果として、関手圏 DC は D のほとんどの「よい」性質を共有するという一般的 rule of thumb がある：
- D が完備（あるいは余完備）ならば DC もそうである。；
- D がアーベル圏ならば DC もそうである；

また次も成り立つ：
- C が任意の小さい圏ならば、前層（英語版）の圏 SetC はトポスである。

なので上の例から、有向グラフ、G 集合、位相空間上の前層の圏はすべて完備かつ余完備なトポスで、G の表現、環 R 上の加群、位相空間 X 上のアーベル群の前層の圏はすべてアーベル、完備、余完備であることがただちに結論付けられる。
先に述べた圏 C の関手圏への埋め込みは主な道具として米田の補題を用いる。C の任意の対象 X に対して、Hom(–, X) を C から Set への反変表現可能関手とする。米田の補題は割り当て
{\displaystyle X\mapsto \operatorname {Hom} (-,X)}
が圏 C の圏 Funct(Cop, Set) への充満埋め込みであると言っている。したがって C は自然にトポスの中にいる。
同じことは任意の前加法圏 C に対して実行できる：すると米田は C の関手圏 Add(Cop, Ab) への充満埋め込みを生む。したがって C は自然にアーベル圏の中にいる。
上でのべた直感（D で実行できる構成は DC に「持ち上げる」ことができること）はいくつかの方法で正確にできる；もっとも簡潔な定式化は随伴関手のことばを用いる。すべての関手 F: D → E は（F との合成により）関手 FC: DC → EC を誘導する。F と G が随伴関手の対であるとき、FC と GC もまた随伴関手の対である。
関手圏 DC は指数対象のすべての形式的な性質を有する；特に関手たち E × C → D は E から DC への関手たちと自然な1対1対応にある。関手が射であるすべての小さい圏の圏 Cat はしたがってデカルト閉圏である。

## 注
1. ↑  Mac Lane 1998, p. 40.
2. ↑  Tom Leinster (2004). Higher Operads, Higher Categories. Cambridge University Press